# Diecezja Rio de Janeiro i Olinda-Recife
Diecezja Rio de Janeiro i Olinda-Recife – diecezja Kościoła prawosławnego w Polsce działająca na terenie Brazylii.

## Główna świątynia
- Sobór katedralny Wprowadzenia do Świątyni Najświętszej Dziewicy Maryi w Rio de Janeiro

## Parafie
- Parafia św. Jana Chrzciciela w Cordeiro
- Parafia Świętych Piotra i Pawła w Guarabirze
- Parafia św. Katarzyny w João Pessoa
- Parafia św. Jerzego Zwycięzcy w Maricá
- Parafia św. Apostoła Jakuba w Raposa
- Parafia Przemienienia Pańskiego w Recife
- Parafia św. Benedykta z Nursji w Rio de Janeiro
- Parafia katedralna Wprowadzenia do Świątyni Najświętszej Dziewicy Maryi w Rio de Janeiro

### Placówki misyjne
- Misja św. Antoniego w Mamanguape
- Misja Opieki Najświętszej Dziewicy Maryi w Rio Tinto
- Misja św. Nowomęczennicy Elżbiety w Sumaré

## Monaster
- Monaster św. Mikołaja Cudotwórcy w João Pessoa – męski

## Biskupi
- Ordynariusz (od 1992) – arcybiskup Chryzostom (Muniz Freire)[2]
- Wikariusz – Ambroży (Cubas), biskup Recife